# Ville-devant-Chaumont
Ville-devant-Chaumont település Franciaországban, Meuse megyében. Lakosainak száma 49 fő (2022. január 1.). Ville-devant-Chaumont Azannes-et-Soumazannes, Beaumont-en-Verdunois, Chaumont-devant-Damvillers és Moirey-Flabas-Crépion községekkel határos.

## Népesség
A település népessége az elmúlt években az alábbi módon változott:
| Lakosok száma | 67   | 70   | 57   | 67   | 52   | 50   | 50   | 49   | 49   | 49   |
|               | 1968 | 1982 | 1990 | 2006 | 2013 | 2015 | 2017 | 2019 | 2020 | 2022 |